# Wolfgang in der Wiesche
Wolfgang in der Wiesche (* 7. Oktober 1960 in Braunschweig) ist ein deutscher Künstler. Er arbeitet in den Medien Malerei, (digitale) Grafik, Fotografie, Medienkunst und als Komponist und Musiker.

## Leben
In der Wiesche machte sein Abitur 1980 an der Gaußschule in Braunschweig. 1990 schloss er das Studium an der Hochschule für Bildende Künste Braunschweig als Meisterschüler im Fach Malerei bei Peter Voigt mit Auszeichnung ab. Zwischen 1992 und 2006 lebte er im Wechsel in der Volksrepublik China, in Indien und in Deutschland. 1995 wurde seine Arbeit in der Einzelausstellung „kai fang zhi wu | open house“ von der Hanmo Art Gallery in Peking präsentiert. Dort arbeitete er zudem als tontechnischer Leiter und Production Manager für internationale Jazz- und Popfestivals in der V.R. China (Beijing International Jazz Festival 1994–99, Shanghai International Jazz Concert Series 1996, Heineken Beat Open Air Beijing 1999–2001), in Deutschland als freier Autor und Moderator für den Norddeutschen Rundfunk (NDR), Redaktion Wellershaus in Hamburg. In seiner Sendereihe Aus dem Reich der Mitte, Rock und Pop aus China stellte er zwischen 1996 und 2001 chinesischen Rock, Pop sowie musikalische Experimente vor.
Als Komponist arbeitet er international für experimentelle Filme, freie Theatergruppen, Performance, Installation, Medienkunst und freie Projekte. 2012–13 wurde seine Arbeit durch ein Jahresstipendium der Pollock-Krasner Foundation, New York ausgezeichnet und gefördert. Eine Werkauswahl in der Wiesches wurde 2014 bei der „Photo Beijing“ im Millenium Monument/ World Art Museum, Peking gezeigt, 2015 „The 10th China Photography Art Festival“ im Ningbo Museum of Art in Ningbo. 2015 war er teilnehmender Künstler und Koordinator Deutschland beim „2nd TNeF, International Transcultural Network Festival“ in Seoul, Südkorea. 2022 Teilnahme „The Other Art Fair Virtual Edition 2022 by Saatchi Art“, Koje ausgewählt als Fair Director's Pick. 2021–23 von der Fondazione Silene Giannini gefördert, Lugano, Schweiz. 2024 Teilnahme an der Ausstellung digitaler Grafik „New Quality 2024“, Xinxiang Art Museum, Shanghai, und am „Pingyao International Photography Festival 2024“, P.R.China, ausgewählt durch Künstler und Kurator Thomas Kellner. Veröffentlichung von Musikalben „tr2 men zen“, 2022, „music for films“ und „insomnios“, 2021 bei MusicHub, Zebralution.
Wolfgang in der Wiesche ist Mitglied der VG Bildkunst, der Gema, Der GVL und der VG Wort, ist bzw. war außerdem Mitglied bei Artworks.Art, Basel (seit 2019), Saatchi Art (seit 2011) Artward, München (2014–23), und Singulart, Paris (2020–24) sowie jährlicher Teilnehmer des Artcamp Siegen für zeitgenössische Fotografie 2016–2019 (pausiert).

## Auszeichnungen
- 2021–23: Förderung durch Fondazione Silene Giannini, Lugano, Schweiz, in Kooperation mit ARTWORKS.ART, Basel
- 2021: "and only his talents provided escape" (Gemälde, 1998) ist Kunstwerk des Tages und Cover-Art, ARTDOXA.COM
- 2020–21: Corona-Förderstipendien des Landes Nordrhein-Westfalen NRW
- 2019: Atelierstipendium, Ausstellung messpunkt, Wilke Atelier, Verein zur Kunstförderung e.V., Bremerhaven
- 2018: ausgewählt als Artist of the Week, Saatchi Art, Los Angeles
- 2017: GOALS II (Fotografie) ist Kunstwerk des Tages und Cover-Art, ARTDOXA.COM
- 2015: Lupinen (Zeichnung/Mischtechnik) ist Kunstwerk des Monats, Artward, München
- 2015: ausgewählt für ein LensCulture Fotografie-Portfolio, LensCulture, Berkeley/Paris
- 2014: Nominiert (2. Rang) für Fellowship und Expeditionsteilnahme, Alfred-Wegener Institut AWI, Bremerhaven, in Kooperation mit dem Hanse Wissenschaftskolleg HWK, Delmenhorst
- 2014: Nominiert für den Mario Merz Preis 2014, Fondatione Merz, Turin/Rom durch ARTWARD, München und Wilke-Atelier, Verein zur Kunstförderung e.V., Bremerhaven
- 2014: Special mention of the Jury für Santoor, (Film von Deborah Phillips), Boddinale, 2nd International Movie Festival, Berlin (Komposition)
- 2012–13: Stipendium der Pollock-Krasner Foundation Inc., New York
- 2013 und 2010: Partizipia, der demokratische Kunstpreis für alle II und I, Kunstpreis der Galerie d-52.raum für zeitgenössische kunst, Düsseldorf
- 2009: Atelierstipendium, Ausstellung island, Wilke Atelier, Verein zur Kunstförderung e.V., Bremerhaven
- 2009: Haut der Dinge (Film von Thomas Bartels), Prädikat „besonders wertvoll“, Kurzfilm des Monats (März), Filmbewertungsstelle FBW Wiesbaden (Komposition/ Sound Design)
- 2004: Michanevomai (Film von Thomas Bartels), Prädikat „wertvoll“, Filmbewertungsstelle FBW (Komposition/ Sound Design)
- 2003: Atelierstipendium, Ausstellung „radar“, Wilke Atelier, Verein zur Kunstförderung e.V., Bremerhaven
- 2002: The Day Slows Down As It Progresses (Film von Thomas Bartels), Auszeichnung Förderpreis der Jury, Filmkunstfest Schwerin (Komposition/ Sound Design)
- 2001: Mosaïc (Film von Deborah Phillips), offizieller deutscher Beitrag für das Jahr des Dialogs der Kulturen der UN (Komposition/ Sound Design)
- 2000: The Day Slows Down As It Progresses (Film von Thomas Bartels), Prädikat „wertvoll“, Filmbewertungsstelle FBW (Komposition/ Sound Design)
- 1995: Flusswasser, nachts (LOT-Theater), 3. Deutscher Literatur Theater Preis – zweiter Preis, Saarbrücken, (Komposition, Bühnenmusik)
- 1994: Gegenüber (Film von Thomas Bartels, Deborah Phillips), Kurzfilme gegen den Rassismus, SPD Niedersachsen (Komposition/ Sound Design)
- 1993: „Stationen“, Ausstellungsbeteiligung Preisbewerber um den Preis der Darmstädter Sezession, Kunsthalle Darmstadt, Malerei
- 1993: Miles, so what! (Film von Gerd Gockell), Prädikat ‚besonders wertvoll’, Filmbewertungsstelle FBW (Komposition)
- 1992: Busy Body – Das Interesse am Nachbarn war nie größer (Film von Gerd Gockell), Förderpreis der Verdener Kurzfilmtage (Komposition/ Sound Design)

## Diskografie
- 2021 „music for films“, music composed for experimental films (MusicHub, Zebralution), CD-Erstveröffentlichung 1997 als Private Release
- 2021 „insomnios“, music for dance performance (2001) (MusicHub, Zebralution)
- 2022 „tr2 men zen“, duo improvisations for bass and guitar/sampler, mit Michael Kusmierz (2002) (MusicHub, Zebralution)